# José María López
José María "Pechito" López (Río Tercero, 26 de abril de 1983) é um automobilista argentino. Disputou a temporada 2006 de GP2 Series pela equipe Super Nova, tendo anteriormente corrido pela equipe DAMS, e a equipe CMS na Fórmula 3000. É o vencedor geral das 24 Horas de Le Mans de 2021 ao lado de Kamui Kobayashi e Mike Conway pela equipe Toyota Gazoo Racing.

## História

### Fórmula 1
O argentino chegou a ser anunciado como piloto da USF1 para a Temporada de Fórmula 1 de 2010. Porém, a equipe solicitou à FIA o adiantamento de sua inscrição na categoria para 2011. Após o fiasco da equipe norte-americana, López ainda tentou negociações com a equipe HRT, porém as negociações não tiveram sucesso e a Argentina continua longe da categoria.

### WTCC

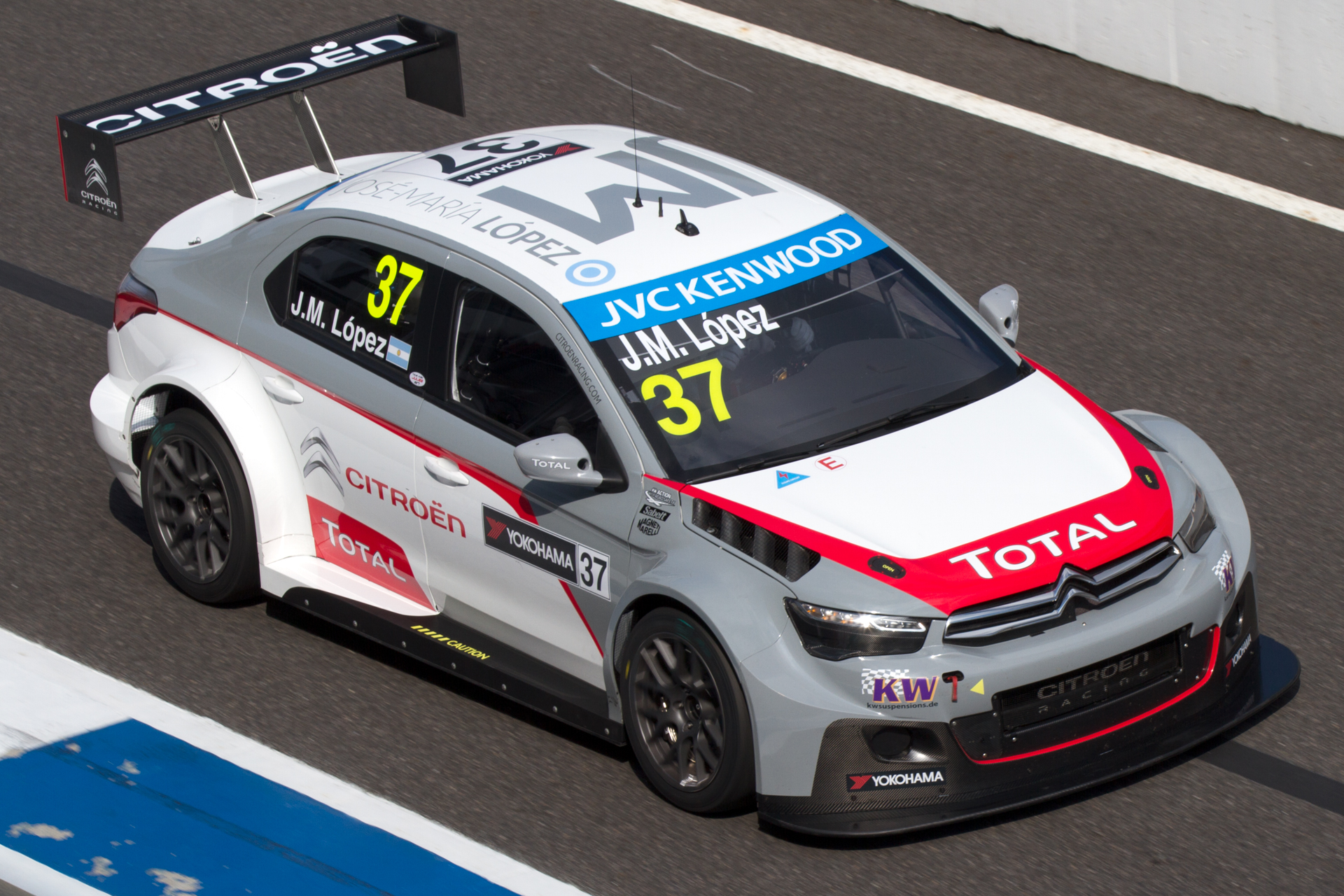
Citroën-Total Citroën C-Elysée WTCC de Lopez

No 2014, duas semanas após ter conquistado o título de Campeã do Mundo de Construtores, a Citroën alcança o ceptro de Pilotos com José María López.